# Holzen (bij Eschershausen)
Holzen is een gemeente in de Duitse deelstaat Nedersaksen. De gemeente maakt deel uit van de Samtgemeinde Eschershausen-Stadtoldendorf in het Landkreis Holzminden. Holzen telt 523 inwoners. Het plaatsje ligt, 2 kilometer ten oosten van Eschershausen, aan de grote weg naar  Alfeld, tussen de bergruggen Ith en Hils die beide onderdeel uitmaken van het Leinebergland. Sommige geografen rekenen deze ruggen  echter tot het Weserbergland.

## Nazi-kampen bij Holzen

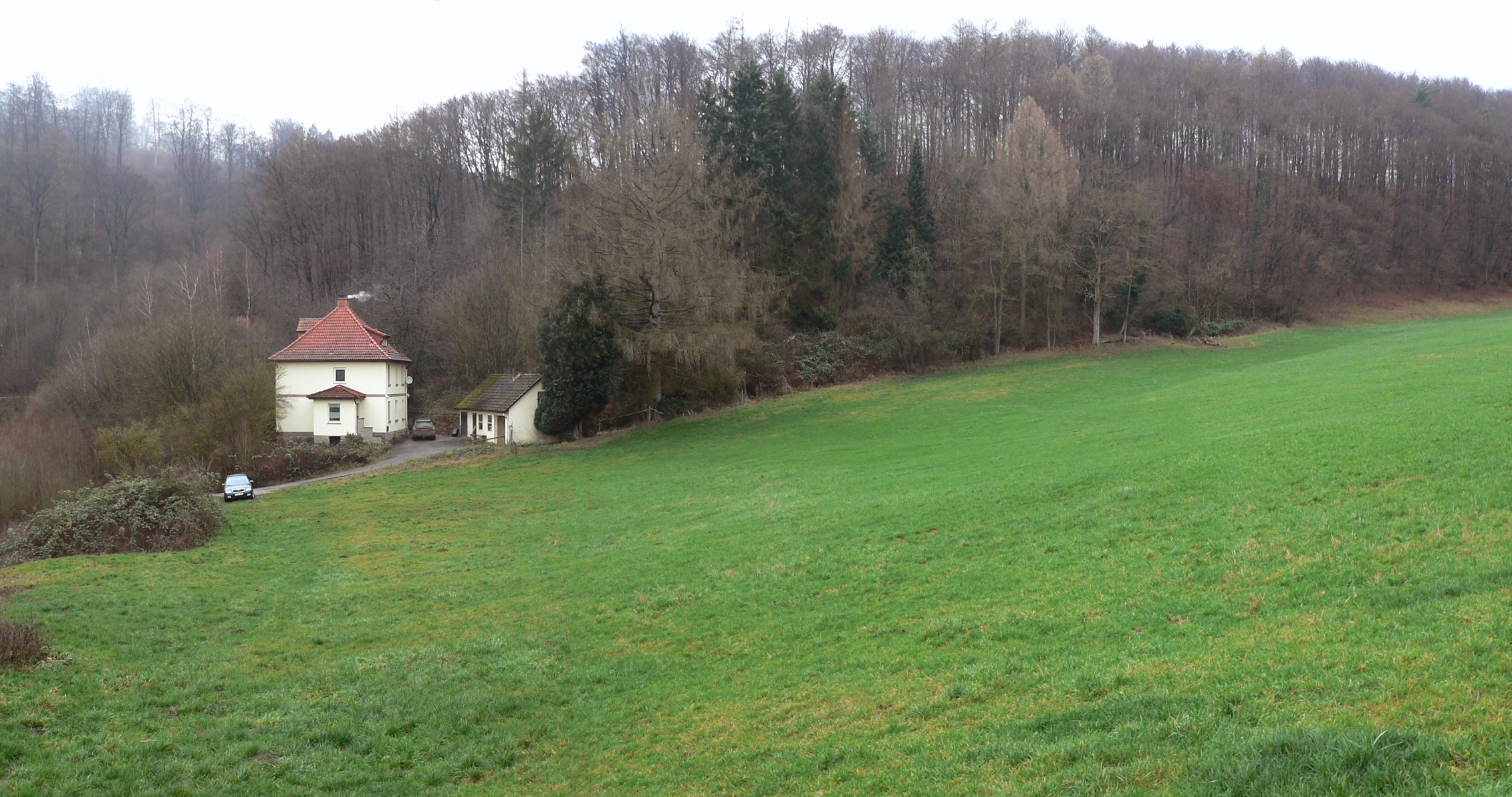
Locatie van KZ-Außenlager Holzen. Het witte huis was in 1944-45 de woning van de SS-kampcommandant.

In 1944 en 1945 bevond zich bij Holzen, voor het grootste deel ondergronds in de bergrug Hils, een concentratiekamp. Het door de SS geleide KZ-Außenlager Holzen was een buitenkamp van het beruchte kamp Buchenwald. De gevangenen werden in een ondergrondse wapen- en munitiefabriek tewerkgesteld.
In 1943 was de Organisation Todt begonnen met de uitvoering van plannen, om de gehele Duitse wapenindustrie naar ondergrondse gangen te verplaatsen. In de bergrug Hils bevonden zich grote aantallen mijngangen, waar asfalt was gedolven, en ook enige natuurlijke grotten (zie onder). 
Naast het concentratiekamp bestond vanaf september 1944 nog een aantal dwangarbeiderskampen, waaronder het dwangarbeiderskamp Lenner Lager bij het naburige Lenne, en het Zuchthauslager Holzen. Hier waren uit verscheidene door Nazi-Duitsland bezette landen (waaronder Nederland en België) afkomstige  mannen opgesloten, die een tuchthuisstraf (gevangenisstraf met dwangarbeid) moesten uitdienen. In april 1945 werd dit kamp, waar circa 500 gevangenen verbleven, ontruimd. De gevangenen moesten een dodenmars dwars door Midden-Duitsland maken. Circa honderd van hen overleefden die niet. De anderen werden in mei 1945 door geallieerde militairen bevrijd. Het dwangarbeiderskamp diende na de Tweede Wereldoorlog nog enige jaren als noodopvang voor vluchtelingen en Heimatvertriebene.

## Economie
Bij het dorp, in de bergrug Hils, bevindt zich de laatst overgebleven mijn in Duitsland, waar natuurlijk asfalt gedolven wordt.

## Bezienswaardigheden, recreatie
- In de lente en de zomer is de ten noorden van het dorp gelegen grot Rothesteinhöhle beperkt te bezoeken. In de grot leven beschermde soorten vleermuizen. Daarom is de Rothesteinhöhle in de herfst en winter niet toegankelijk.
- Door Holzen loopt de Europese wandelroute E11, die loopt van Den Haag naar het oosten, op dit moment tot de grens Polen/Litouwen. Ter plaatse is de E11 bekend als Harz - Niederländeweg.

## Afbeeldingen

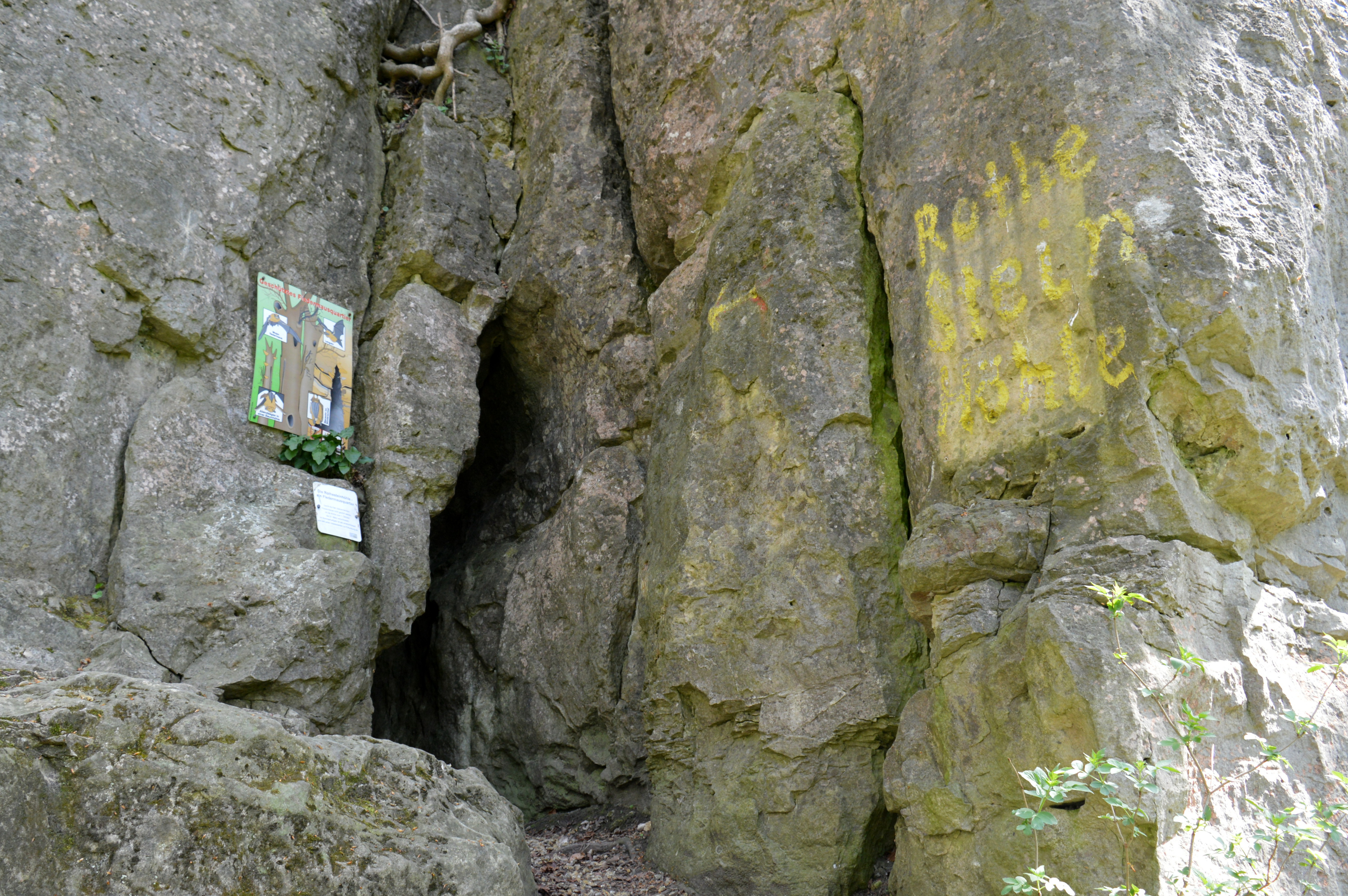
Ingang Rothesteinhöhle